# محمد جاسم المشهداني
محمد جاسم حمادي المشهداني مؤرخ ومؤلف عراقي الأمين العام لإتحاد المؤرخين العرب _ بغداد.

## سيرته
ولد في الطارمية في بغداد سنة 1950 ودرس في مدارسها، حاصل على الدكتوراه في التاريخ من كلية الآداب ـ جامعة بغداد 1983.
عمل أستاذا للتاريخ الإسلامي في عدد من الجامعات العربية والعراقية، وأصبح رئيسا لاتحاد المؤرخين العرب ببغداد منذ سنة 1996 ولحد الآن ورئيس الهيئة العلمية لمعهد التاريخ العربي والتراث العلمي.

## مؤلفاته
لديه عدد كبير من المؤلفات العلمية، منها :
- كتاب الجزيرة الفراتية في التاريخ .
- موارد البلاذري في كتاب انساب الاشراف .
- محاكمة العلقمي في التاريخ .
- اشرف على عشرات الاطاريح والرسائل الجامعية.[2]

## انظر
- معهد التاريخ العربي والتراث العلمي